# مقتل نور الصفار
في سبتمبر 2023، تعرض شخصية وسائل التواصل الاجتماعي العراقية نور الصفار ، المعروف باسم نور بي أم ، (مواليد 2000)،  لإطلاق نار ثلاث مرات من قبل مسلح في منطقة المنصور ببغداد، مما أدى إلى مقتله.     
اعتبارًا من اكتوبر 2024، لم يتم توجيه اتهام إلى أي شخص بارتكاب جريمة القتل الى حد الان والجريمة "قيد التحقيق". 

## خلفية
اشتهر نور بمقاطع مصورة على صفحته على إنستغرام، يظهر فيها وهو ويرتدي شعرا مستعارا طويلا وملابس نسائية، وهو الأمر الذي عزاه في مقابلة نشرت له إلى طبيعة عمله كعارض أزياء وخبير تجميل. أدى هذا إلى تعرضه للإساءة عبر الإنترنت. ما وصل حد "التهديدات"، كما قال بنفسه في اللقاء. في وقت مقتله في عام 2023، كان لدى نور أكثر من 370 ألف متابع على TikTok وInstagram ، وكانوا يستخدمون في الغالب لنشر محتوى الجمال و Get Ready With Me . 

## مقتل
وقعت جريمة قتل نور أثناء النهار، على يد مسلح مجهول كان على متن دراجة نارية في منطقة المنصور، وظهر القاتل في كاميرات المراقبة مرتديا ملابس تشبه تلك التي يرتديها عادة العاملون في مجال التوصيل. 

## ردود الفعل
تعد هذه الجريمة واحدة من عدة هجمات مستهدفة لشخصيات وسائل التواصل الاجتماعي في العراق، وقد تم تحديد بعضهم كأعضاء في مجتمعات الميم.  وهذا جزء من زيادة أوسع في رهاب المثلية الجنسية ورهاب المتحولين جنسياً في العراق،  والتي تشمل حظر المنظمات الإعلامية من استخدام مصطلح "المثلية الجنسية" - واستخدام مصطلح "الشذوذ الجنسي" بدلاً من ذلك،  وتجريم العلاقات المثلية،  والاستهداف الرقمي المتعمد لأشخاص مجتمع الميم.  